# ステール・サンドベック
ステール・サンドベック（Ståle Sandbech、1993年6月3日 - ）は、ノルウェーの男性のスノーボード選手である。
2014年ソチオリンピック男子スロープスタイル銀メダリスト。

## 人物
バールムリュッキン出身。BSK Snowboard所属。8歳からスノーボードをはじめ2007年から大会に転戦する。
キャリアはじめはハーフパイプの大会にも出場、2010年バンクーバーオリンピックにもハーフパイプに出場したが結果は振るわなかった。
ソチオリンピック男子スロープスタイル銀メダルを獲得。

## 主な戦績
SS=スロープスタイル BA=ビッグエア HP=ハーフパイプ
- 2010年 ワールドカップロンドン大会 BA 2位
- 2011年 Freestyle.ch BA 3位
- 2011年 ニュージーランドオープン SS 3位
- 2011年 Air & Style Beijing 2011 BA 3位
- 2012年 バートンハイファイブ! SS 3位
- 2012年 Air & Style Beijing BA 3位
- 2012年 Dew Tour SS 3位
- 2012年 Dew Tour BA 3位
- 2013年 X GAMES ASPEN BA 3位
- 2013年 ワールドカップSpindleruv Mlyn大会 SS 2位
- 2013年 バートンハイファイブ! SS 1位
- 2013年 Freestyle.ch BA 2位
- 2013年 USグランプリ SS 1位
- 2014年 X GAMES ASPEN SS 3位
- 2014年 X GAMES ASPEN BA 3位
- 2014年 ソチオリンピック SS 2位
- 2014年 バートンUSオープン SS 2位
- 2014年 Air + Style Beijing BA 2位
- 2015年 Air + Style Innsbruck BA 1位
- 2015年 バートンユーロオープン SS 1位
- 2015年 Air + Style Los Angeles BA 3位
- 2015年 Dew Tour SS 2位